# Sofijiwka (rejon złotonoski)
Sofijiwka (ukr. Софіївка) – wieś na Ukrainie, w obwodzie czerkaskim, w rejonie złotonoskim, w hromadzie Piszczane. W 2001 liczyła 654 mieszkańców, spośród których 632 wskazało jako ojczysty język ukraiński, a 22 rosyjski.